# Tweede Vrijzinnig-Christelijk Lyceum

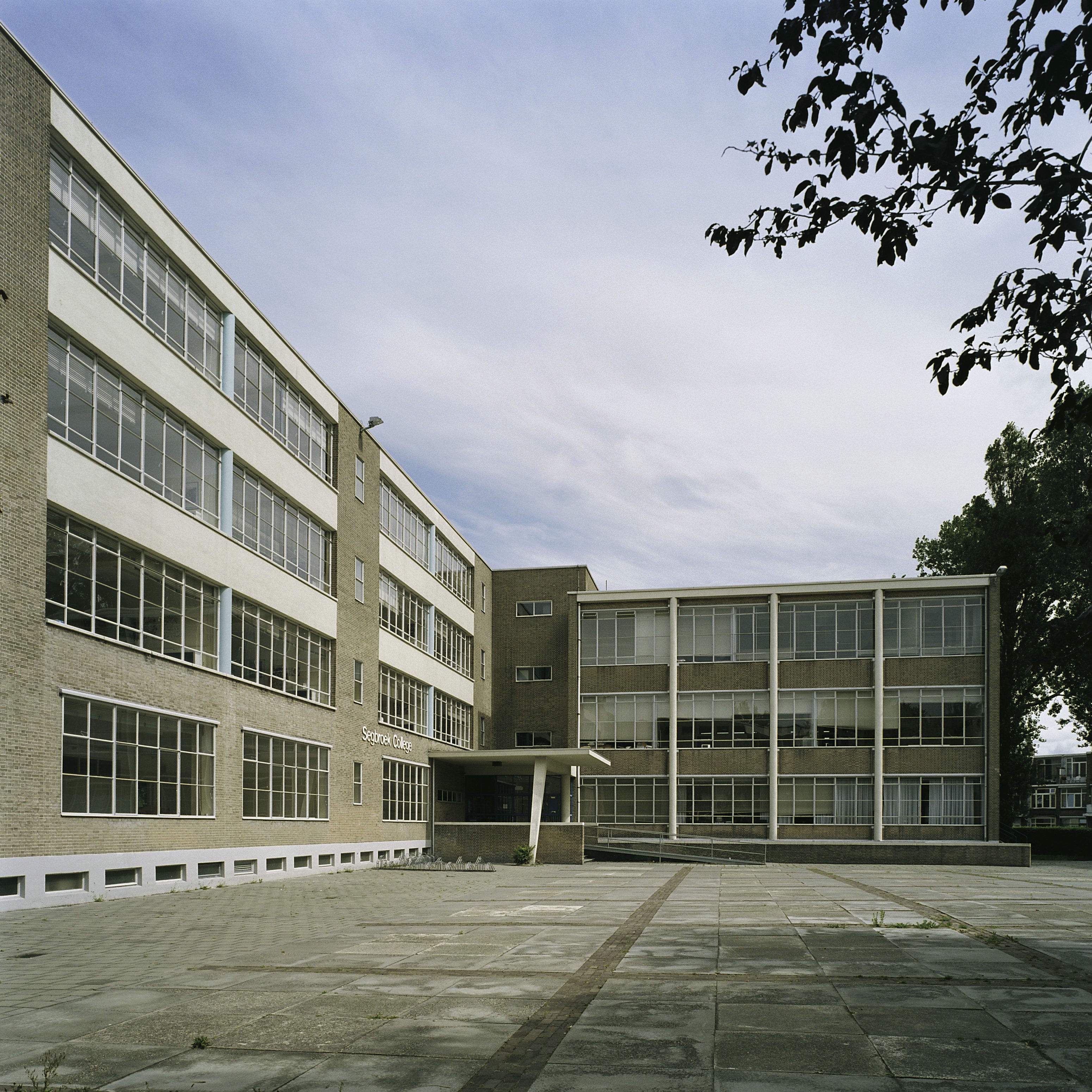
Voorzijde van het gebouw aan de Goudsbloemlaan 131

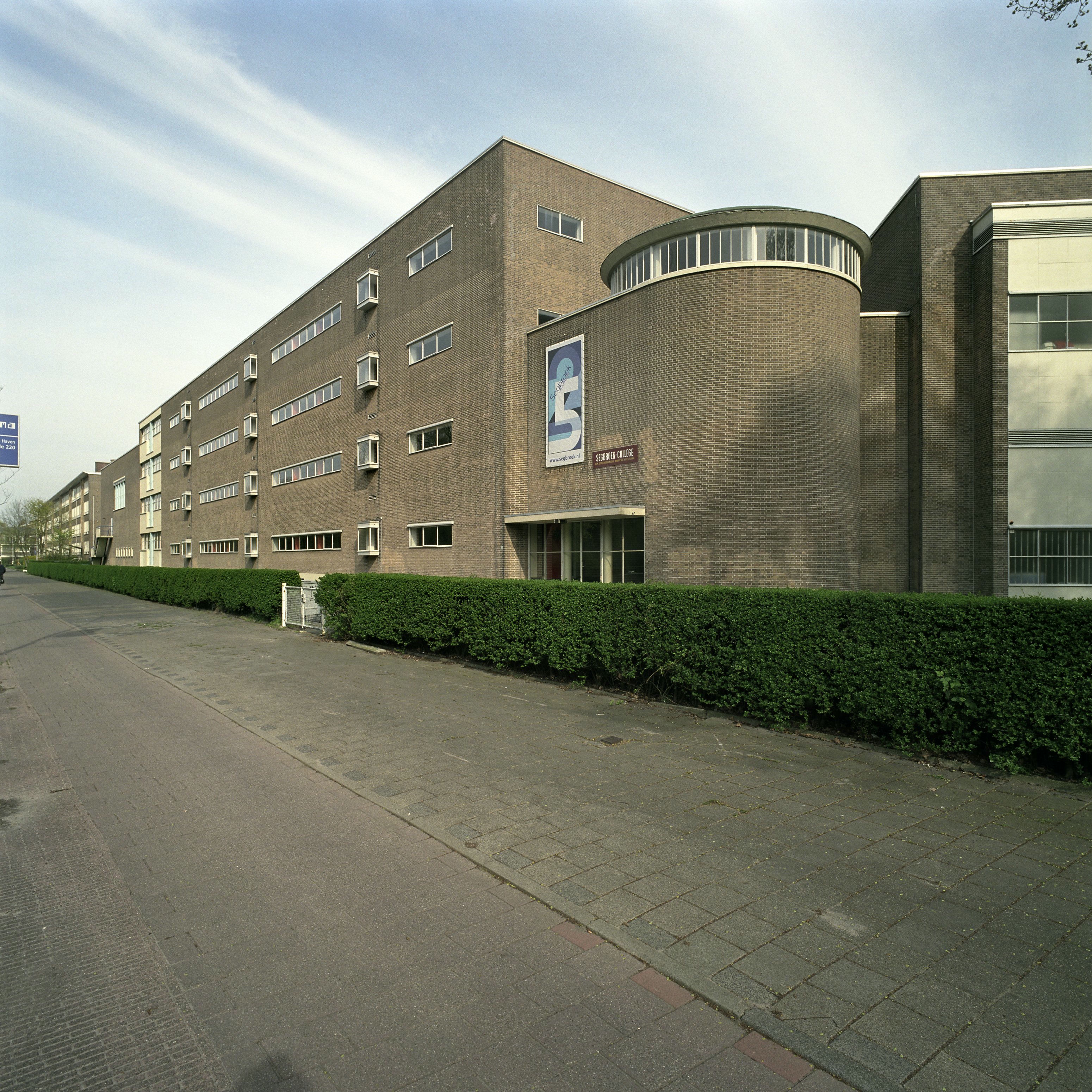
Achterzijde (gelegen aan de Segbroeklaan) van het gebouw aan de Goudsbloemlaan

Het Tweede Vrijzinnig-Christelijk Lyceum (afgekort Tweede VCL of 2e VCL) was een school in Den Haag die opleidde voor een hbs-, later atheneum-, of een gymnasiumdiploma. De school, die zich richtte op vrijzinnig protestantse gezinnen, werd opgericht in 1944 en fuseerde in 1981 met de Scholengemeenschap Hugo de Groot tot het Segbroek College.

## Geschiedenis
De school begon in 1944, toen een dependance van het Vrijzinnig-Christelijk Lyceum werd verzelfstandigd. De dependance bestond uit een aantal doorgebroken woonhuizen aan de Tweede Sweelinckstraat 146-150 in de wijk Duinoord. De opening was toevallig net op Dolle Dinsdag. Vanaf dat moment heette het Vrijzinnig-Christelijk Lyceum aan het Van Stolkpark het Eerste Vrijzinnig-Christelijk Lyceum.
In 1956 kreeg de school een nieuw gebouw aan de Goudsbloemlaan 131-133 in de Bomen- en Bloemenbuurt in het stadsdeel Segbroek. Het was ontworpen door dr. J.J.P. Oud in nauwe samenwerking met de stedenbouwkundige W.M. Dudok, die verantwoordelijk was voor het wederopbouwplan voor dit stadsdeel. Bij zijn functionalistische ontwerp hield Oud rekening met de didactische uitgangspunten van het Tweede VCL, zoals het daltononderwijs. In het interieur werd kunst aangebracht van Karel Appel, Wessel Couzijn en Rudi Rooijackers en op de buitengevel van Aart van den IJssel. Het gebouw is sinds 2011 een rijksmonument.
In 1970 fuseerde de school met de voormalige Nuts-mulo Exloostraat (ook wel Mr. F. Kleinschool of Mr. F.L. Kleinschool genoemd). Daarmee kreeg de school er een mavo-afdeling bij. De school bood daarmee de ongebruikelijke combinatie van mavo en vwo zonder havo.
In 1981 dwong het afnemende leerlingenaantal het Tweede VCL tot een fusie met de Scholengemeenschap Hugo de Groot. Samen werden ze het openbare Segbroek College. Het gebouw aan de Goudsbloemlaan is nog steeds in gebruik. Sinds deze fusie heet het Eerste Vrijzinnig-Christelijk Lyceum weer Vrijzinnig-Christelijk Lyceum.
In 1999 verscheen een boek over de geschiedenis van de school van de hand van oud-leraar Frits Boersma.

## Rectoren
- Dr. G. Kazemier (1944-1967)
- F.B. Adam (1967-1981)

## Oud-leerlingen
- David Barnouw, historicus
- Ferdi Bolland, muzikant en producer (Bolland & Bolland)
- Rob Bolland, muzikant en producer (Bolland & Bolland)
- Jan van de Craats, wiskundige
- Hans Dijkstal, politicus
- Andrée van Es, politica
- Guusje ter Horst, politica
- Catherine Keyl, tv-presentatrice
- Nico ter Linden, predikant en schrijver
- Derek de Lint, acteur
- Nora Salomons, politica
- Bas de Vries, journalist
- Frits Weiland, componist